# Graduate school

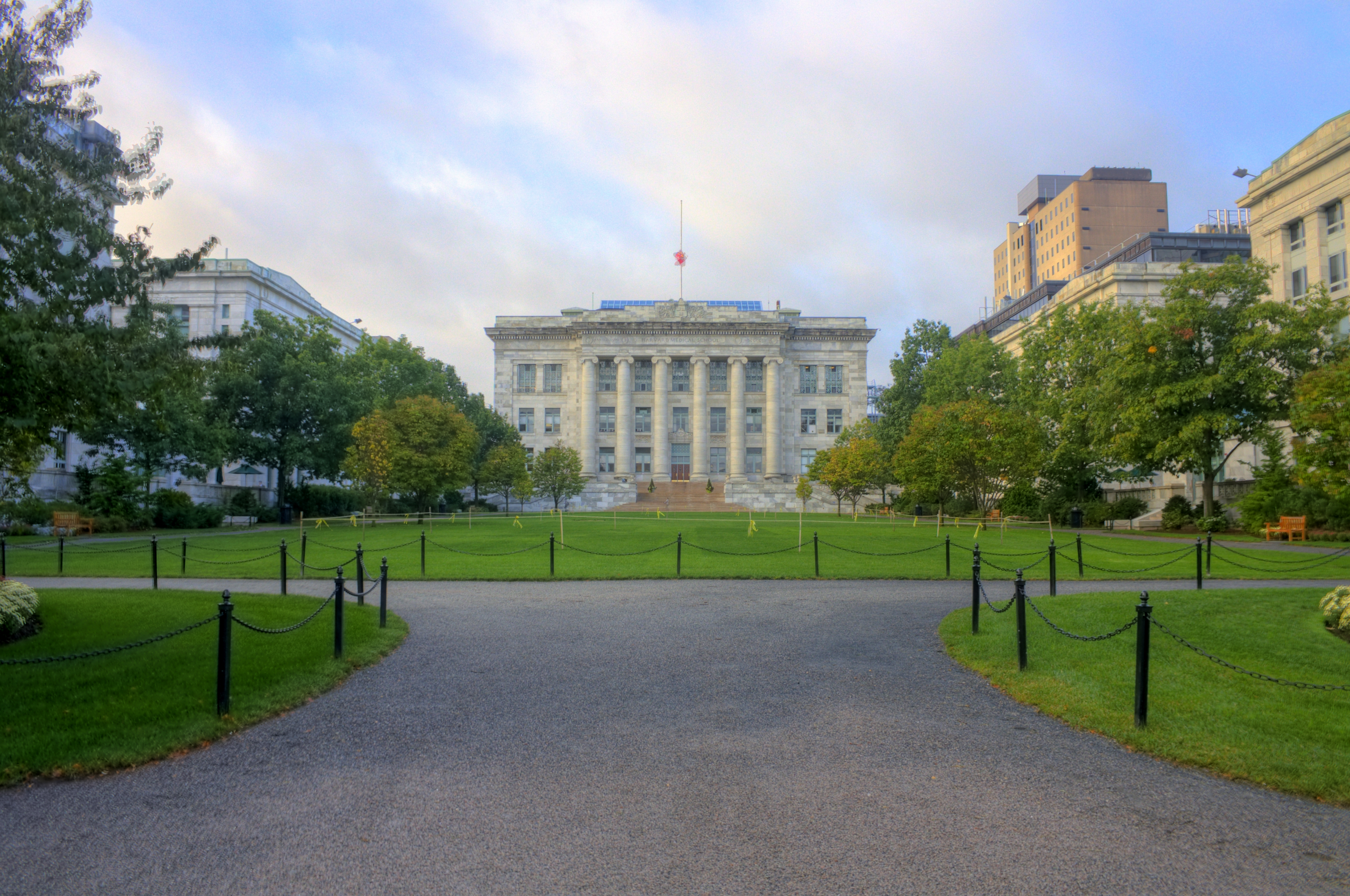
Campus della Harvard Medical School, una delle scuole di specializzazione sotto l'Università di Harvard, a Boston, USA.

Una graduate school o (grad school) è una scuola che fornisce titoli accademici avanzati, come master (MS o MBA) e dottorati (Ph.D. o LLD o DDS ecc.). Un graduate student (o grad student) è uno studente che ha conseguito una laurea e sta perseguendo un'istruzione aggiuntiva in un campo specifico, anche se non è sempre così. Nell'inglese britannico, il termine "postgraduate student" è il più comune.
Una graduate school non sempre è una scuola separata.
Il termine graduate potrebbe essere fonte di confusione perché il participio graduated viene utilizzato anche per indicare il completamento degli studi liceali o il conseguimento di una laurea. Il verbo è usato per tutti quei tipi di scuole, ma il significato dell'aggettivo graduate viene cambiato in postgraduated in riferimento ad una graduate school.